# مردم رم
مردم رم (به ایتالیایی: Gente di Roma) محصول ۲۰۰۳ یک فیلم کمدی ایتالیایی به کارگردانی اتوره اسکولا می‌باشد. فیلم نزدیک به فیلم روما اثر فدریکو فلینی است. فیلم به آلبرتو سوردی تقدیم شده‌است.

## داستان فیلم
رم سال ۲۰۰۳، دوربین شهروندان رمی را دنبال می‌کند. شبانگاه، در یک آپارتمان زنی شام شوهرش را آماده می‌کند. مرد اتوبوسی می‌گیرد اما دوربین اتوبوس دیگری را دنبال می‌کند … زنی دفتر شهردار را تمیز می‌کند… مردی با مسافران اتوبوس دربارهٔ مهاجرت مصاحبه می‌کند … صاحب بار آدم نژادپرستی است … یک زن زنده مانده از هولوکاست تبعید مردمان محله کلیمی‌ها را به خاطر می‌آورد … تبعیدی که توسط کارگردان فیلم می‌شود …استفانیا ساندرلی با دختر بزرگش در بوستان بازی می‌کند که مردی سعی به اغوا کردن راننده اتوبوس دارد … زندگی شبانه همجنس گرایان مرد … خورشید در میدان ناوونا طلوع می‌کند … یک مرد شریف و یک ولگرد با هم نشسته‌اند.